# 黑澤爾格羅夫鎮區 (北達科他州伯利縣)
黑澤爾格羅夫鎮區（英語：Hazel Grove Township）是位於美國北達科他州伯利縣的一個鎮區。

## 地方資料
黑澤爾格羅夫鎮區的面積為90.52平方千米，當中陸地面積為88.39平方千米，而水域面積為2.15平方千米。根據2010年美國人口普查的數據，當地共有人口15人，而人口密度為每平方千米0.17人。